# Durlston Bay
Koordinaten: 50° 36′ 2″ N, 1° 56′ 49″ W

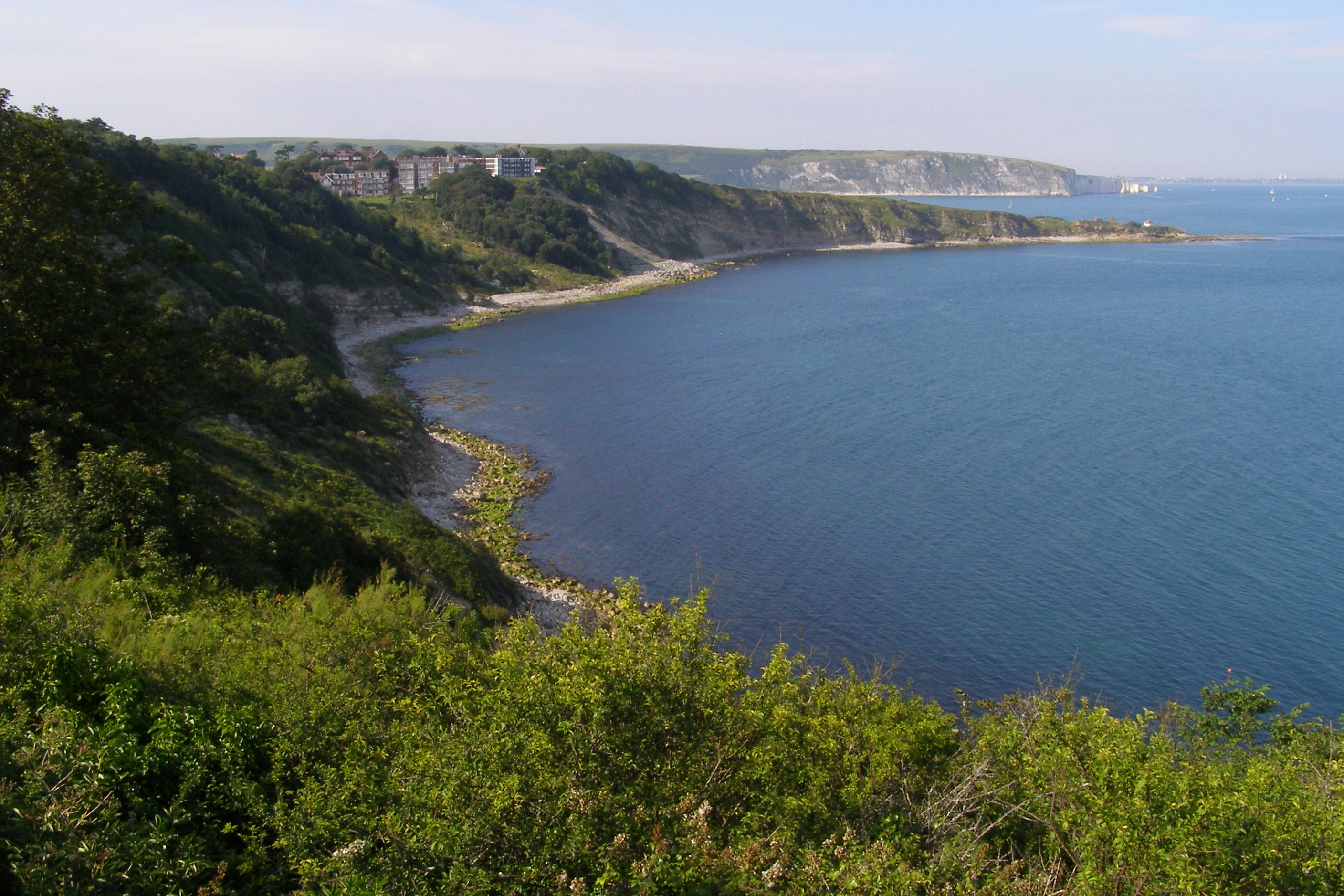
Durlston Bay

Durlston Bay ist eine kleine Bucht südlich von Swanage auf der Isle of Purbeck in der Grafschaft Dorset an der Ärmelkanalküste von England. Sie wird von den Landspitzen Peveril Point im Norden und Durlston Head im Süden begrenzt.
Nach ihr benannt ist der Landschaftspark Durlston Country Park. Sie gehört als Fundort vieler Fossilien von Fischen, Reptilien, Insekten und Säugetieren, unter anderem eines Mammutkiefers, zur Jurassic Coast.